# Lucília Diniz
Lucilia Diniz (São Paulo, 12 de julho de 1956) é uma empresária, escritora, apresentadora, socialite e youtuber brasileira, especializada em temas de saúde e bem-estar.
Filha de Valentim dos Santos Diniz e Floripes Pires Diniz, irmã de Abilio, Arnaldo, Alcides, Vera e Sônia Diniz. Era uma das sócias do Grupo Pão de Açúcar, hoje sob gestão da Casino, apresentou o programa Lucilia Diniz na RedeTV!.
Em 2001, fundou a marca de alimentos light Good Light e taeq, à venda nos supermercados do grupo, posteriormente vendida ao Grupo Nestlé. Ativista das causas sociais, Lucilia disponibiliza todo seu material bibliográfico gratuitamente em seu site www.luciliadiniz.com.br, bem como livros para baixar, receitas e notícias diárias sobre tendências, comportamento e bem-estar.
Atualmente tem uma coluna publicada na Revista Veja desde 2020.

## RedeTV!
No dia 27 de junho de 2009, a RedeTV! lançou o programa Lucilia Diniz. O programa é uma mistura de reality com talk show. Ensina dicas de alimentação e qualidade de vida. Na parte reality show do programa, em um quadro batizado de Mudança de Hábito, Lucília acompanha uma família por uma semana, funcionando como uma conselheira emocional e de boa alimentação.

## Internet
Atualmente (2014) tem um canal no Youtube onde ensina receitas e dicas para viver bem.